# Peña del Escrito
La Peña del Escrito es un grupo de abrigos con pinturas rupestres en la Sierra de las Cuerdas a 8 km de la población de Villar del Humo, provincia de Cuenca en España. El sitio es Patrimonio de la Humanidad desde el año 1998 bajo la denominación Arte Rupestre del Arco Mediterráneo de la península ibérica y fue declarada Bien de Interés Cultural con la categoría de Monumento Histórico Artístico el 25 de abril de 1924.
Descubierto en 1917, Peña del Escrito está formado por tres abrigos: Peña del Escrito I y II se sitúan en el flanco meridional de una formación rocosa de arenisca rodena, y Peña del Escrito III se localiza en su parte superior.
Se han creado el Parque Cultural de Villar de Humo incluido un centro de interpretación con el objetivo de divulgar el conocimiento de los abrigos visitables de la zona.

## Los estilos de las pinturas
Dos son los estilos que muestran estas pinturas: El arte Levantino por un lado, que es la expresión de los cazadores-recolectores del Mesolítico, basada en representaciones figurativas, y el arte Esquemático por otro lado, cuyos autores son grupos neolíticos-calcolíticos, que pintaban motivos de formas abstractas y esquemáticas. El color predomínate de las pinturas es el rojo, en una amplia gama que oscila entre los tonos próximos al marrón o al violeta y los anaranjados.

## Descripción de los paneles

### Peña del Escrito I
Encaramado en la parte más elevada del frente sur de la Peña del Escrito se abre un abrigo largo, alrededor de 10 m. Los motivos pintados se reparten en varios grupos sin que exista una clara división en paneles. Se identifican 27 pinturas realizadas en diversos estilos. Los motivos levantinos se ubican en la parte izquierda y central. Pese a su escaso número, representan especies de carácter cinegético como ciervo, cierva, cabra, toro y jabalí. En la zona derecha aparecen figuras esquemáticas como barras verticales, digitaciones y algunos animales simplificados. Además de las figuras prehistóricas hay una gran cantidad de grafiti.

### Peña del Escrito II
Se trata del abrigo con mayor número de pinturas con 138 motivos individuales. El panel pintado tiene unas dimensiones de unos 4 m de largo por 1,20 m de alto. A la izquierda del abrigo hay cuatro grupos que se componen de motivos naturalistas de estilo levantino: Figuras humanas y animales como principalmente toros, cabras monteses y jabalíes. Estas figuras fueron pintadas en una zona en la que la roca tiene una pátina oscura. A la derecha, la coloración más clara denota el desprendimiento de una roca con posterioridad a que se pintasen las figuras levantinas. Sobre este espacio se pintaron después diversos motivos esquemáticos, destacando dos alineaciones de puntos gruesos y una extraña figura circular compleja.

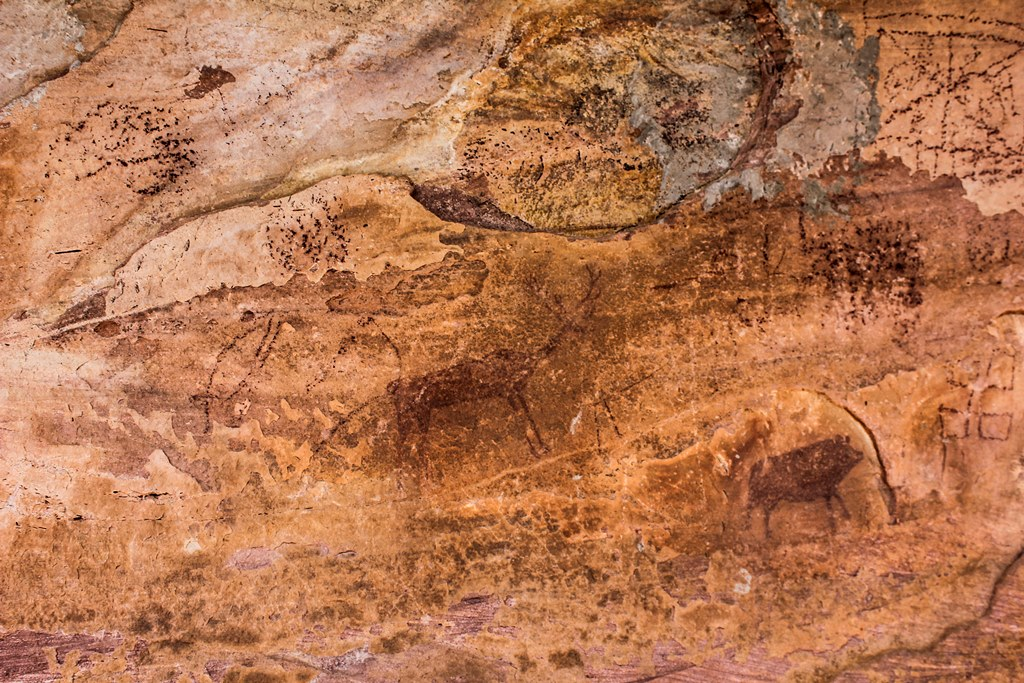
Peña del Escrito I: Especies de carácter cinegético
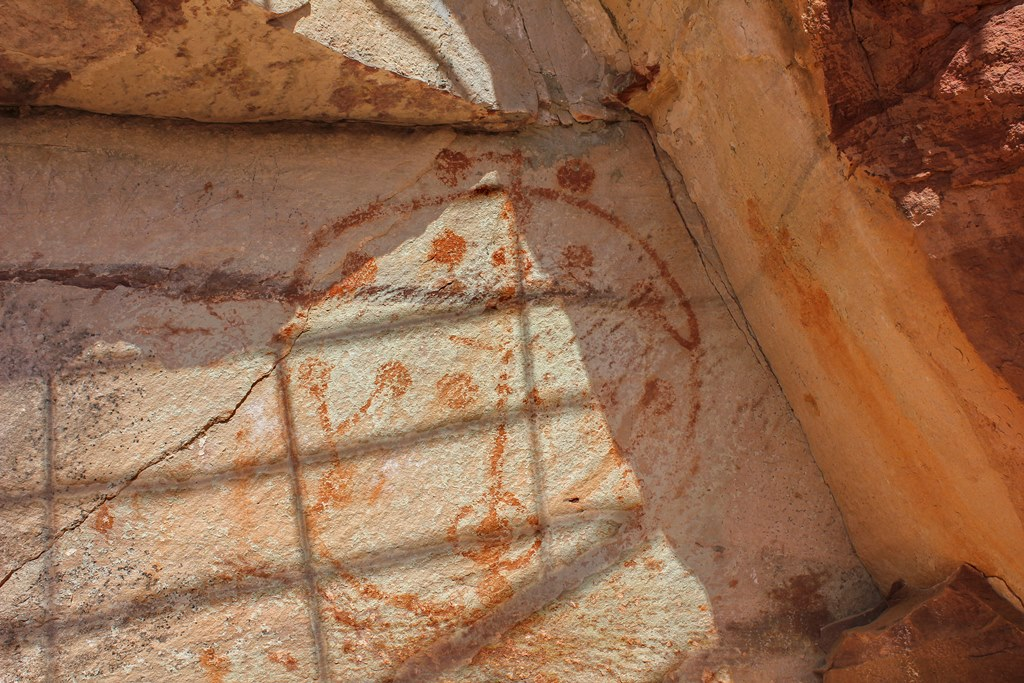
Peña del Escrito II: Extraña figura circular compleja